# 충견 하치코

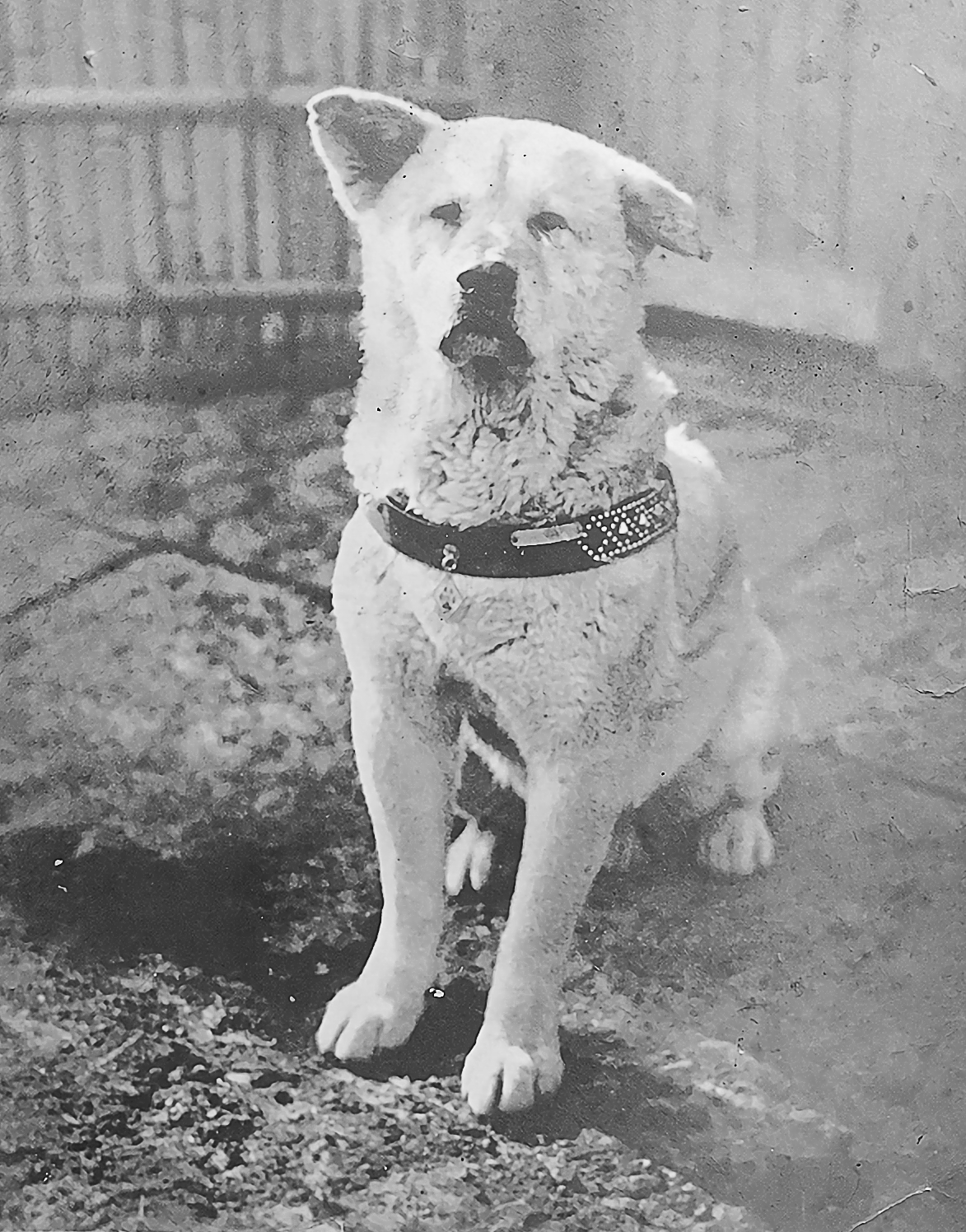
만년의 하치

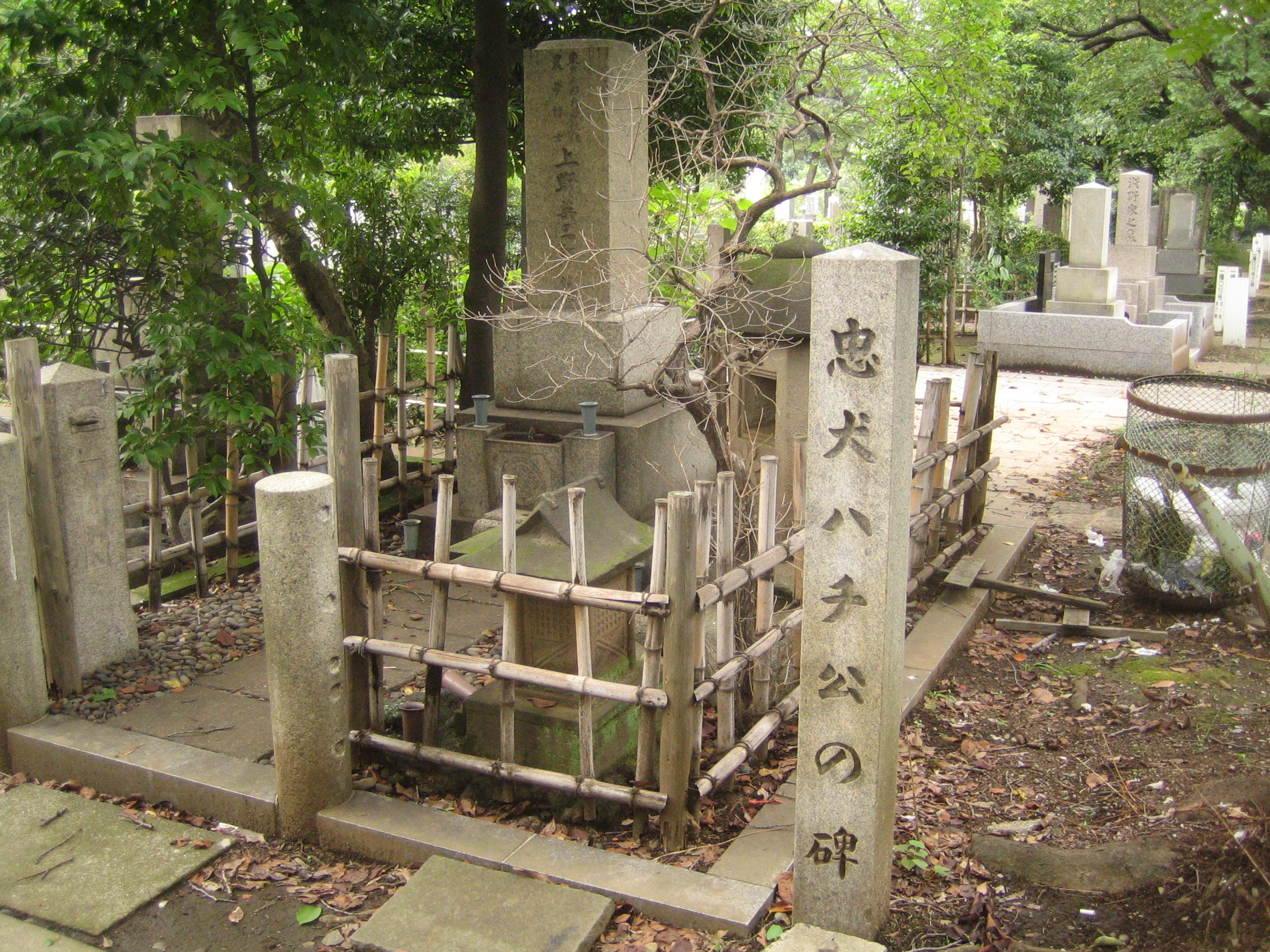
아오야마 묘지에 있는 히데사부로의 무덤& 하치코(오른쪽 돌기둥)의 기념비

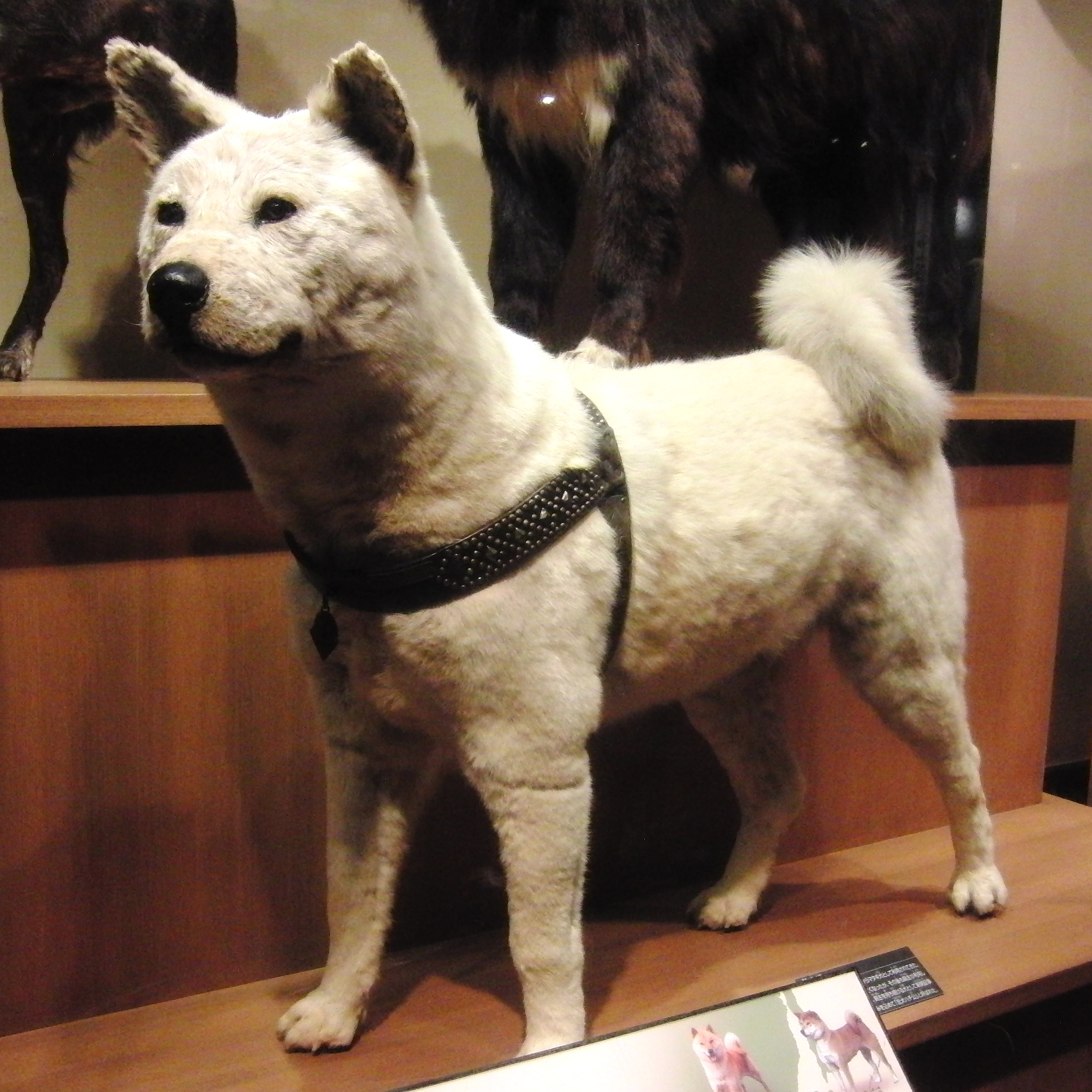
국립과학박물관에 보존된 하치의 박제

충견 하치코(일본어: 忠犬ハチ公, 1923년 11월 10일 ~ 1935년 3월 8일)란 아키타현 오다테시의 아키타 견으로 충견으로 알려진 개이다. 사망한 주인을 도쿄의 시부야역 앞에서 약 9년 동안 기다린 것으로 잘 알려져 있으며, 애칭은 하치(ハチ)이며, 단순히 하치코라고도 불리고 있다. 하치코가 태어난 오다테 시의 오다테역과 살았던 도쿄도 시부야구의 시부야역에 그의 동상이 세워져 있다. 우에노의 출신지인 쓰시(津市)의 ‘미도리노가제 공원(緑の風公園)’에는 우에노와 하치가 나란히 서있는 동상이 세워졌다.

## 개요
1924년 도쿄 제국대학 농학부 교수 우에노 히데사부로(上野 英三郎)가 기르기 시작해, 우에노 교수 생전 현관문 앞에서 우에노 교수를 배웅하거나 때에 따라서 시부야역까지 배웅을 나가곤 했다. 우에노 교수의 자택은 현재 도큐 백화점 본점 부근이라고 한다.
1925년 5월 우에노 교수가 뇌출혈로 갑자기 세상을 뜬 후에도 매일 시부야 역 앞에서 주인이 오기를 기다렸다고 한다. 이후 도쿄 아사히 신문에서 기사로 이를 소개하였고, 세간의 주목을 받아 많은 이들로부터 상찬되어 충견으로 불리게 된다.
1935년 3월 시부야 강의 이나리 다리(稲荷橋) 부근 노상에서 죽음을 맞이했다. 사후 도쿄 대학 농학부에서 병리해부를 한 결과, 심장과 간에서 사상충이 대량으로 나왔으며, 이로 인해 복수가 고여 고통 받았고, 이를 사인으로 보고 있다. 또 위에서는 닭꼬치의 꼬챙이가 3, 4개 발견되었고, 이 꼬챙이에 의해 소화기관이 손상되었다는 지적도 있다. 시신은 박제되어 국립과학박물관에 보존되어 있다.
덧붙여 만년의 사진에 왼쪽 귀가 기운 것은 선천적인 것이 아니라 피부병에 따른 후유증 때문이다.

## 관련 작품

### 서적
- 신도 가네토의 저자 《하치 이야기》 ISBN 89-5639-009-6,
- 아야노 마사루의 저자 《어린이를 위한 하치 이야기》 ISBN 89-89863-13-9
- 시사일본어사 편집부 《명견 하치의 러브스토리》 ISBN 89-402-0461-1

### 영화
- 하치 이야기(Hachi Story, 八チ公物語) - 1987년 일본에서 제작되었다. 대한민국에서는 2002년에 개봉하였다.
- 하치 이야기 - 미국에서 제작되었다. 동명의 영화를 2009년에 리메이크한 작품이다.

## 같이 보기
- 발토